# 彩色图形适配器
彩色图形适配器（英語：CGA, Color Graphics Adapter），是IBM公司于1981年上市的第一个彩色显卡，也是第一个IBM PC上的计算机显示标准。标准IBM CGA显卡有16KB的显示内存。CGA卡提供多种图形和文字显示模式，以及可达640×200的显示分辨率，最高16色的显示能力（通常不能显示在最大分辨率下）。CGA的通常显示能力是在320×200分辨率下同时显示最多4种颜色，但是也有很多其他的方法模拟显示更多种颜色。
CGA提供两种标准文字显示模式：40×25×16色和80×25×16色；以及两种常用的图形显示模式：320×200×4色和640×200×2色。
随着计算机工艺的发展，CGA也被IBM于1984年推出的增強圖形適配器（EGA, Enhanced Graphics Adapter）取代。